# Луароксанс
Луароксанс (фр. Loireauxence) — новая коммуна на западе Франции, находится в регионе Пеи-де-ла-Луар, департамент Атлантическая Луара, округ Шатобриан-Ансени, кантон Ансени. Расположена в 43 км к востоку от Нанта и в 35 км к западу от Анже, на правом берегу реки Луара. Через территорию коммуны проходит автомагистраль А11. В 2 км к югу от центра коммуны находится железнодорожная станция Варад–Сен-Флоран-ле-Вьей линии Тур–Сен-Назер.
Население (2017) — 7 522 человека.

## История
Коммуна образована 1 января 2016 года путем слияния четырех коммун:
- Белинье
- Варад
- Ла-Руксьер
- Ла-Шапель-Сен-Совёр

Центром новой коммуны является Варад. От него к новой коммуне перешли почтовый индекс и код INSEE. На картах в качестве координат Луароксанса указываются координаты Варада.

## Достопримечательности
- Шато Ла-Мадлен XII века в Вараде, перестроенный в XIX веке
- Церковь Святого Мартина 1904-1907 годов в Белинье
- Шато Ла-Галери XIX века в Белинье
- Грот Лурд в Белинье
- Шато Ла-Жельер в Ла-Шапель-Сен-Совёр
- Церковь Святого Эрмелана в Ла-Руксьере

## Экономика
Структура занятости населения:
- сельское хозяйство — 10,1 %
- промышленность — 18,3 %
- строительство — 8,0 %
- торговля, транспорт и сфера услуг — 29,3 %
- государственные и муниципальные службы — 34,3 %

Уровень безработицы (2017 год) — 9,2 % (Франция в целом — 13,4 %, департамент Атлантическая Луара — 11,6 %). 

Среднегодовой доход на 1 человека, евро (2017 год) — 19 620 (Франция в целом — 21 110, департамент Атлантическая Луара — 21 910).

## Администрация
Пост мэра Луароксанса с 2020 года занимает Кристин Бланше (Christine Blanchet). На муниципальных выборах 2020 года возглавляемый ею независимый список победил в 1-м туре, получив 74,61 % голосов.
| Период | Период | Фамилия        | Партия        | Примечания                         |
| ------ | ------ | -------------- | ------------- | ---------------------------------- |
| 2016   | 2020   | Клод Готье     | Разные правые | фермер, мэр Варада в 2014-2015 гг. |
| 2020   |        | Кристин Бланше |               |                                    |

## Галерея

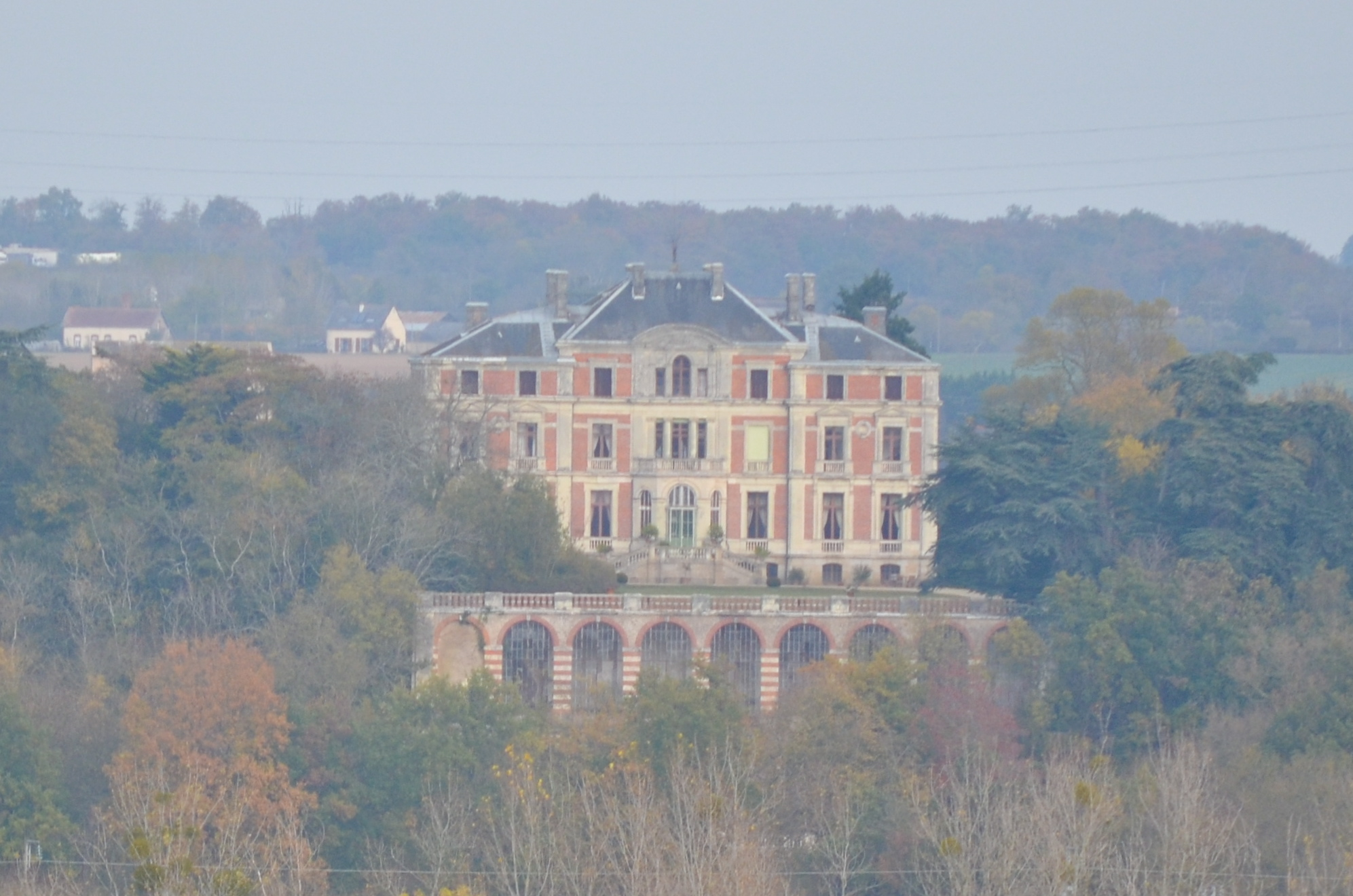
Шато Ла-Мадлен
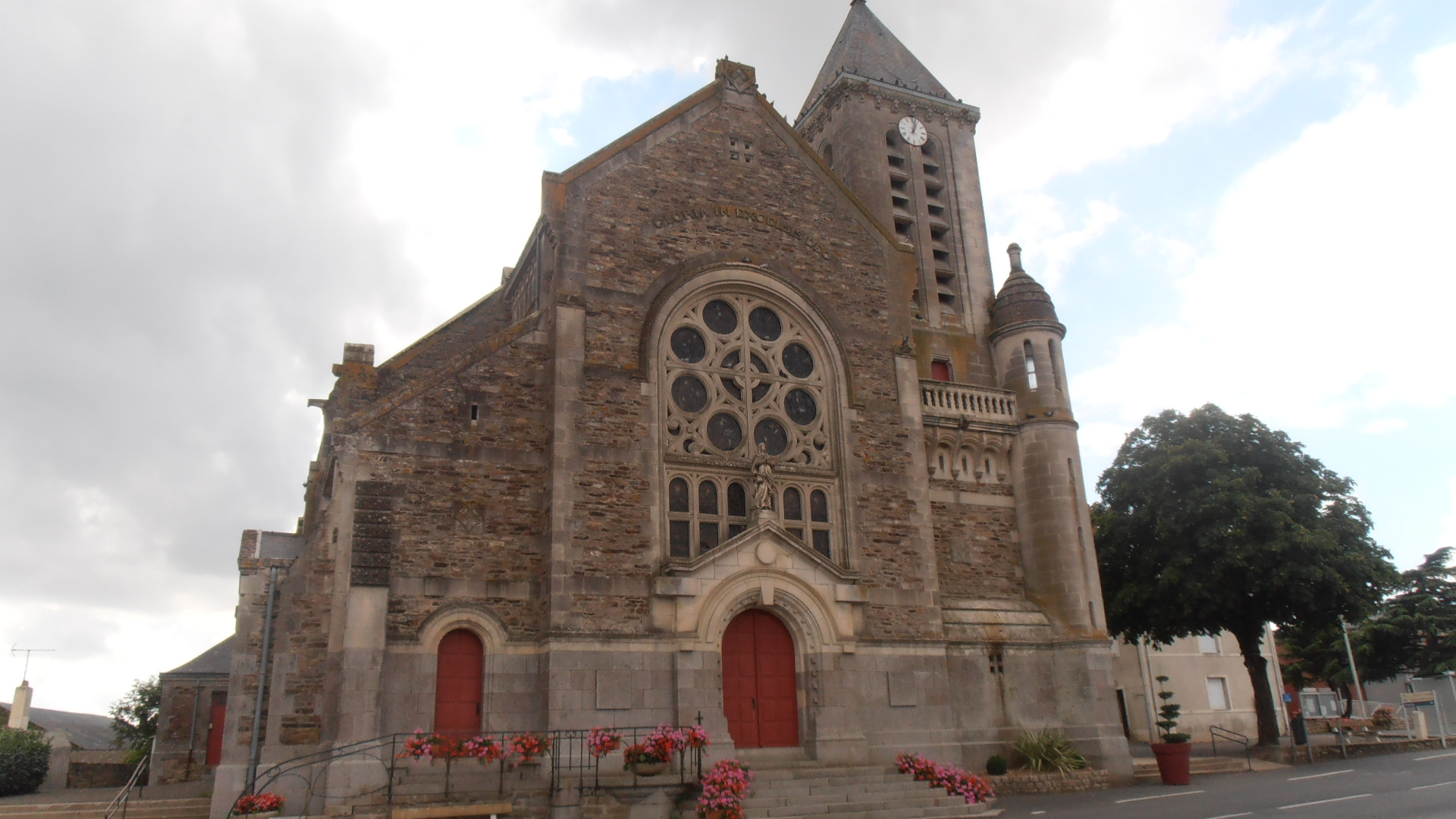
Церковь Святого Мартина
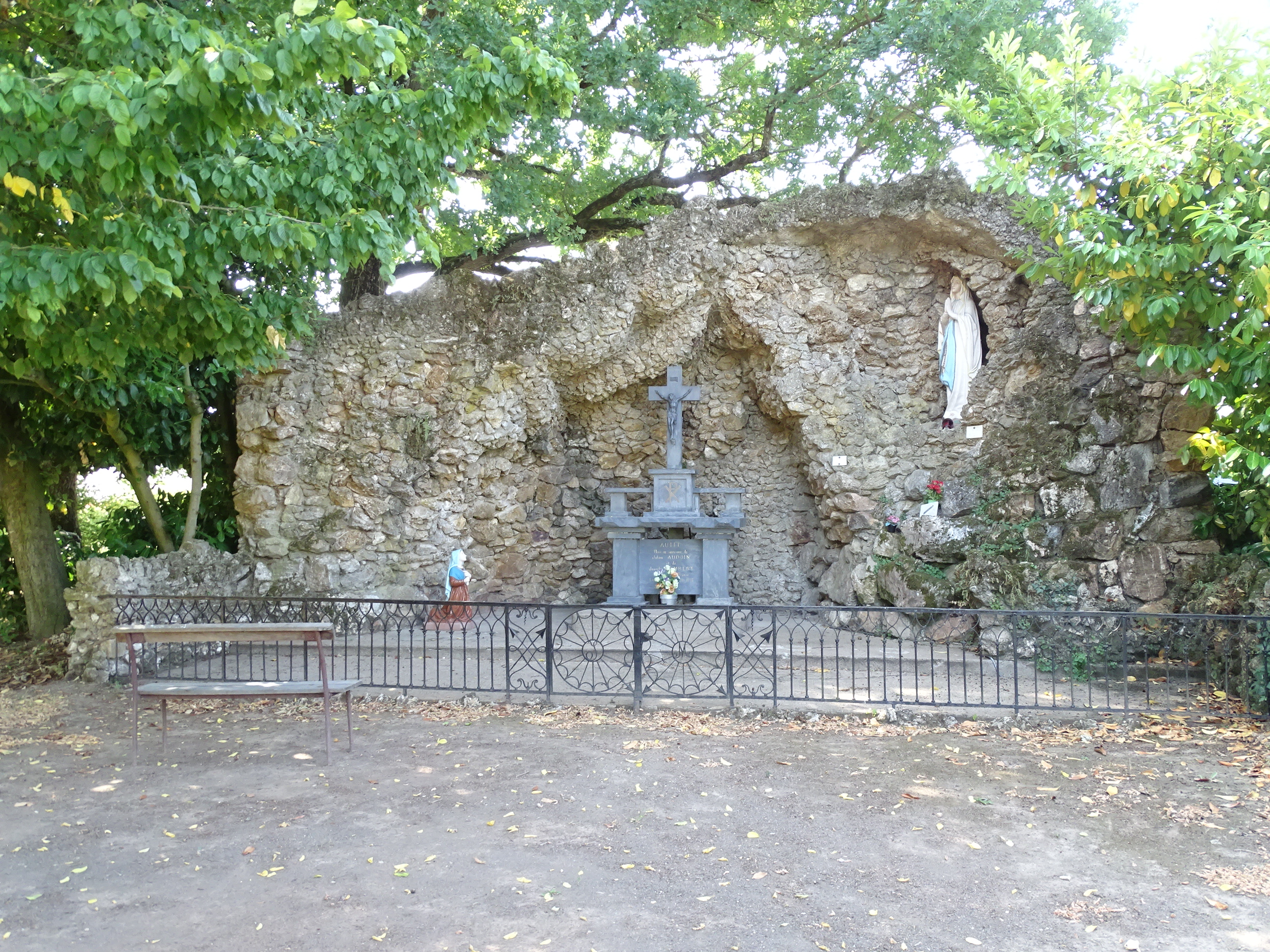
Грот Лурд
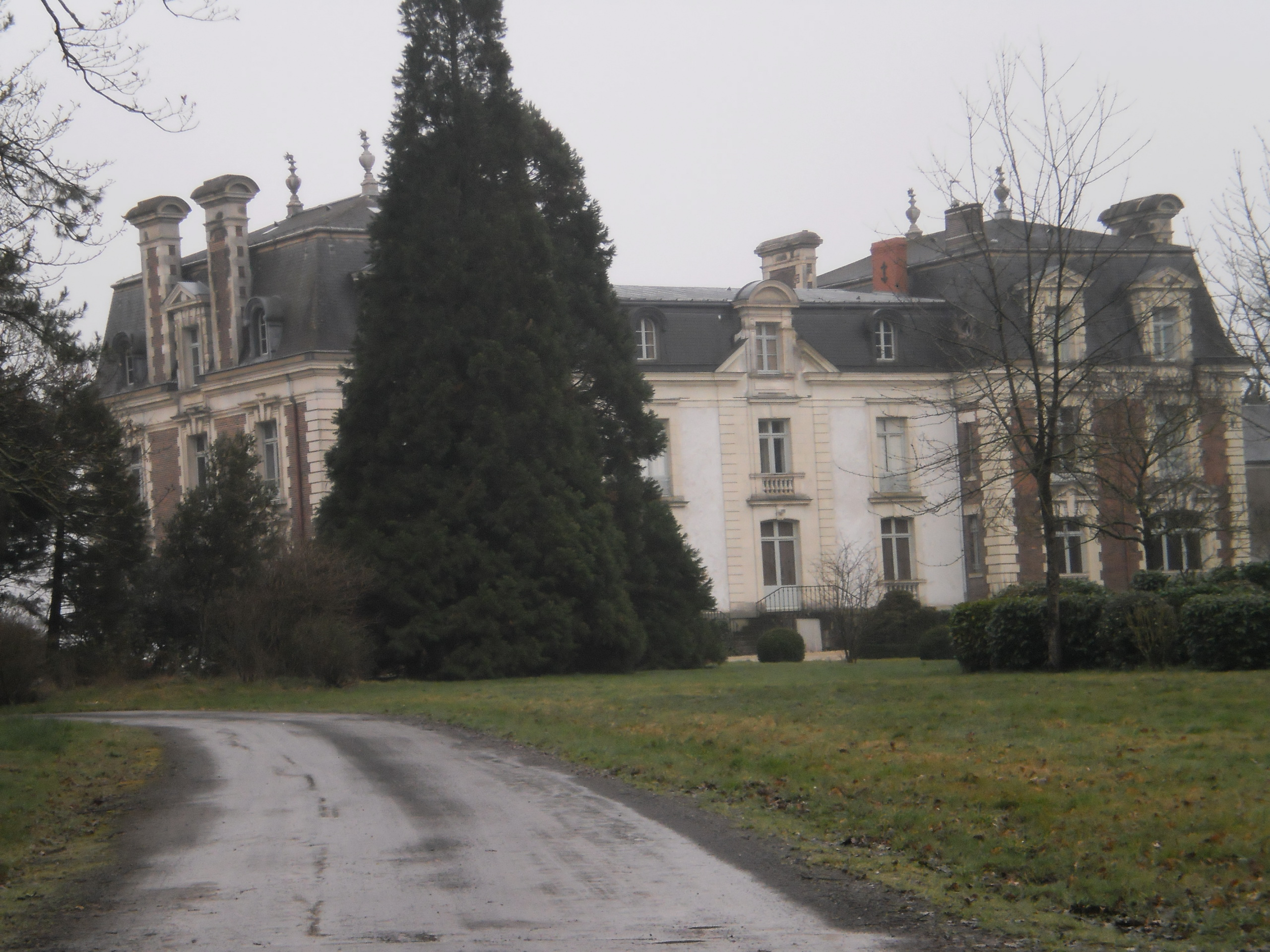
Шато Ла-Жельер
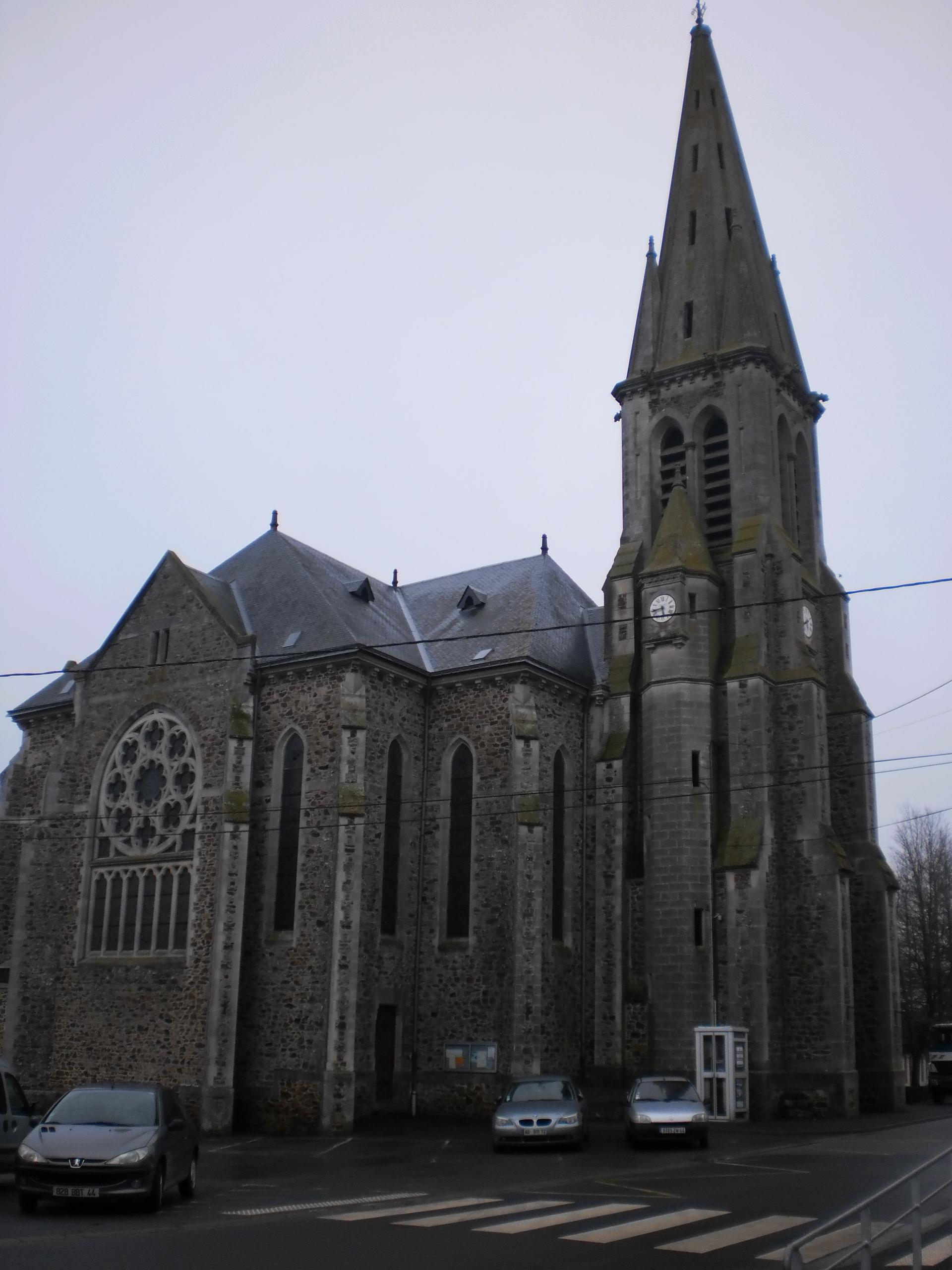
Церковь Святого Эрмелана